# ورونیکا سارکیسووا
ورونیکا گئورگی سارکیسووا (ارمنی: Վերոնիկա Գեորգիի Սարկիսովա؛  ۱۹ سپتامبر ۱۹۸۶) یک بازیگر، دوبلور و صداپیشه اهل ارمنستان است. وی از سال میلادی تاکنون مشغول فعالیت بوده است.

## زندگی‌نامه
وی در ۱۹ سپتامبر ۱۹۸۶ ‏ در مسکو به دنیا آمد و از انستیتو هنرهای نمایشی روسیه فارغ‌التحصیل شد. وی در تئاتر مجلسی دولتی استانی مسکو (۲۰۰۳-۲۰۰۴) و تئاتر جنوب-غرب مسکو (۲۰۰۵) فعالیت کرده است.